# Converse
Converse ['kɒ̃ɱvəs] è un'azienda statunitense che produce calzature dagli inizi del Novecento. Fu fondata da Marquis Mills Converse nel 1908 a Malden in Massachusetts (USA).

## Storia
Il prodotto più famoso dell'azienda è il modello All Star Converse, ideate nel 1923 da Chuck Taylor, un giocatore di basket professionista, per migliorare il suo gioco. Negli anni sessanta, settanta e ottanta andavano di moda nel mondo della musica, infatti molti musicisti e cantanti di gruppi rock indossavano queste scarpe e con gli anni si sono diffuse anche tra il pubblico di massa. Dagli anni novanta sono tornate molto popolari, anche grazie alla scelta dell'azienda di produrre numerosissime variazioni sul tema, cambiando colori, materiali e forma delle scarpe originali. Nel 1992 sposta la produzione in Asia e perde l'etichetta di Made in USA.

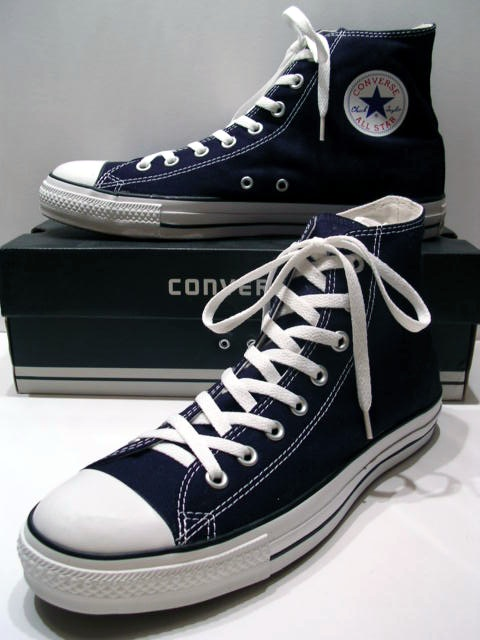
Converse modello All Star

Nel 1985, Converse ha creato un nuovo modello di scarpa da basket: The Weapon, prodotta in molte combinazioni di colori per adattarsi alle divise delle squadre, ad esempio giallo/viola per i giocatori sponsorizzati Converse della franchigia NBA Los Angeles Lakers, e disponibile sia in versione "high-top" che "low cut". Nel 2003 è uscita la nuova edizione: The Loaded Weapon. In italia Converse è stata sponsor dell'Auxilium Pallacanestro Torino.